# Spatangus
A Spatangus a tengerisünök (Echinoidea) osztályának Spatangoida rendjébe, ezen belül a Spatangidae családjába tartozó nem.
Családjának a típusneme.

## Rendszerezés
A nembe az alábbi 14 élő faj és 4 fosszilis faj tartozik:
- Spatangus altus Mortensen, 1907
- Spatangus beryl Fell, 1963
- Spatangus californicus H.L. Clark, 1917
- Spatangus capensis Döderlein, 1905
- Spatangus diomedeae Fell, 1963
- Spatangus luetkeni A. Agassiz, 1872
- Spatangus mathesoni McKnight, 1968
- Spatangus multispinus Mortensen, 1925
- Spatangus pallidus H.L. Clark, 1908
- Spatangus paucituberculatus A. Agassiz & H.L. Clark, 1907
- Spatangus purpureus O.F. Müller, 1776 - típusfaj
- Spatangus raschi Lovén, 1869
- Spatangus subinermis Pomel, 1887
- Spatangus thor Fell, 1963

- †Spatangus baixadoleitensis Maury, 1934 - késő kréta; Brazília
- †Spatangus euglyphus Laube, 1868 - kora miocén; Olaszország
- †Spatangus glenni Cooke, 1959 - késő miocén; Dél-Karolina, USA
- †Spatangus tapinus Schenck, 1928 - késő eocén; Kalifornia, USA

Korábban még 62 másik taxonnév is idetartozott, azonban azok a fentiek szinonimáinak bizonyultak, vagy át lettek helyezve más nemekbe.